# 本庄京三郎
本庄 京三郎（ほんじょう きょうさぶろう、1868年（明治元年4月）- 1938年（昭和13年）12月）は、日本の実業家。

## 経歴
1868年、岡山県に生まれる。1891年に東京法学院（現・中央大学）を卒業した。
1918年5月に甲陽土地株式会社を設立し、甲陽園を開発し、旅館、温泉、運動場、動物園、劇場、映画撮影所(甲陽撮影所)などを設け、さらに周辺の宅地開発もおこなった。
1920年には第14回衆議院議員総選挙に岡山県第8区から無所属で立候補したが、次点で落選した。
また、教育事業として1922年には関西工学専修学校(現在の大阪工業大学、学校法人としては常翔学園)の設立者・校主となり、建築家の片岡安を初代校長として創設した。
本庄京三郎の名は、西宮市甲陽園本庄町としてその名跡を残している。